# Subnautica: Below Zero
Subnautica: Below Zero este un joc video open-world de supraviețuire, acțiune-aventură dezvoltat și publicat de Unknown Worlds Entertainment. Este continuarea lui Subnautica, care a fost lansat în ianuarie 2018.
Subnautica: Below Zero a fost lansat în acces anticipat pentru Microsoft Windows și macOS în ianuarie 2019. În cele din urmă, va fi lansat pe PlayStation 4 și Xbox One odată ce va ieși din acces anticipat, iar o versiune Nintendo Switch a fost confirmată cu lansarea sa în 2021. 

## Gameplay
Subnautica: Below Zero este un joc de aventură, supraviețuire situat într-un mediu deschis și jucat dintr-o perspectivă la First-person. Jucătorul controlează un cercetător care studiază mediul local al unei facilități extraterestre din apropiere, pe planeta 4546B.
La fel ca predecesorul său, obiectivul jucătorului este de a explora mediile și de a supraviețui în mediul extraterestru, îndeplinind în același timp obiective pentru a avansa povestea jocului. Jucătorii colectează resurse, construiesc instrumente, construiesc baze și submarine și pot interacționa cu viața extraterestră a planetei.
Jocul are loc în principal sub apă, dar spre deosebire de predecesorul său, există o cantitate considerabilă de zone terestre de explorat în nordul acelei lumii. Există mai multe structuri explorabile de găsit atât deasupra solului, cât și sub apă, care servesc atât ca locații cheie pentru poveste, cât și pentru planuri pe care jucătorul le poate găsi pentru a face obiecte, etc. Există un ciclu zi-noapte care afectează vizibilitatea și o vreme dinamică care afectează și mai mult vizibilitatea, cum ar fi vântul, zăpada, ceața și grindina.
Pe lângă mecanici care revin, cum ar fi viața, foamea și setea, jucătorii au acum un indicator de temperatură care se activează atunci când sunt pe uscat. Dacă jucătorul este expus vremii dure, vor începe să dezvolte hipotermie. Acest lucru poate fi prevenit prin găsirea unui adăpost în peșteri sau clădiri, folosind plante sau instrumente care pot încălzi jucătorul și prin realizarea echipamentelor de supraviețuire adecvate care îi permit jucătorului să rămână afară pe vreme grea pentru perioade mai lungi de timp.
La începerea unui joc nou, jucătorii trebuie să selecteze un mod de dificultate dintre următoarele patru:
- Survival - Jucătorul trebuie să gestioneze sănătatea, foamea, setea, oxigenul și temperatura. La moarte, jucătorul reapare, dar anumite obiecte sunt pierdute din inventarul lor.
- Freedom Mode - La fel ca Survival, dar cu foamea și setea dezactivate.
- Hardcore Mode - La fel ca Survival, dar dacă jucătorul moare, jucătorul nu va mai putea reapărea și fișierul de salvare este șters definitiv.
- Creative Mode - Sănătatea, foamea, setea, oxigenul și temperatura sunt dezactivate, toate planurile pentru construit sunt achiziționate și nu sunt necesare resurse pentru a lucra. În plus, sunt furnizate submarinele, un Seaglide, un compartiment pentru vehicule mobile, un cuțit, o lanternă, un constructor pentru habitate, un scanner și un tun de propulsie. Nu au nevoie de o sursă de energie și nu pot fi deteriorate (doar dacă jucătorul nu le strică intenționat).

## Complot
Povestea lui Below Zero de acum nu este încă terminată, deoarece jocul este încă în early access. Cu toate acestea, unele elemente ale poveștii pot fi jucate în versiunea neterminată a jocului.